# Вишгород (зупинний пункт)
Ви́шгород — колишній пасажирський залізничний зупинний пункт Київського залізничного вузла Південно-Західної залізниці на колишній промисловій неелектрифікованій залізничній гілці завдовжки 12 км, що сполучає станцію Почайна із Київською ГЕС, яку було споруджено у першій половині 1960-х років, в ході будівництва ГЕС. Розташований на північно-східній околиці однойменного міста Київської області, поруч пролягає автошлях регіонального значення Р69(Київ — Чернігів).

## Назва
Назва походить від топоніму Вишгород, яке пов'язане з ландшафтними та географічними особливостями однойменного міста: з підвищеним рельєфом місцевості, де засновано городище, тобто Вишгород — означає місто, замок або укріплення на високому місці, і з ситуацією розташування відносно Києва, тобто вище за течією річки Дніпро.

## Історія
Наприкінці 1950-х років була побудована залізнична лінія до міста Вишгород. Основне призначення лінії було — доставка матеріалів і обладнання на будівництво Київської ГЕС у Вишгороді. Залізнична лінія Київ-Петрівка — Вишгород (завдожки 12 км) пролягає територією міста Києва та його найближчим передмістям. Пізніше лінія використовувалася для обслуговування промислових підприємств міста Вишгорода. Тривалий час неелектрифікована лінія Київ-Петрівка — Вишгород була звичайною непримітною під'їзною колією. Пасажирського руху до цього не було майже ніколи.
29 жовтня 2010 року, вперше в історії, відбулася урочиста церемонія запуску дизель-поїзда сполученням Київ-Петрівка — Вишгород та відкриття пасажирського зупинного пункту. На даному маршруті курсував дизель-поїзд ДР1А-161. До того ж, що всі інші залізничні лінії навколо Києва вже давно були електрифіковані. Пасажирського сполучення дизель-поїздами до цього часу не існувало.
9 вересня 2011 року, за 2 км на південь від станції Вишгород, один з вагонів дизель-поїзда зійшов з рейок. При цьому ніхто не постраждав, пасажири пересіли на автобуси. На два місяці був закритий пасажирський рух. У листопаді 2011 року рух було відновлено. У травні 2012 року остаточно припинено рух дизель-поїзда, на цей раз через низький пасажиропотік.

## Перспективи розвитку
Через те, що платформа знаходиться в місті Вишгород, яке є популярним місцем відпочинку для киян, вона має великі перспективи розвитку. У перспективі передбачено електрифікувати гілку, на якій розташована платформа та відновити рух приміських поїздів, проте ці плани досі не здійснено. У майбутньому платформа Вишгород може стати одним з найважливіших транспортних вузлів Київського залізничного вузла.

## Пасажирське сполучення
На зупинному пункті облаштована бічна посадкова платформа та невелике службове приміщення. Платформа нині не використовується для пасажирського сполучення, а колії заростають кущами через припинення руху дизель-поїзда. Про колись існування пасажирського сполучення на платформі після закриття руху нагадує лише табличка з розкладом руху дизель-поїзда.
Дизель-поїзд курсував до травня 2012 року у будні за розкладом: час відправлення від станції Почайна о 06:30, 7:35, 17:30 та 18:30, зворотно від Вишгорода — о 07:02, 08:03, 18:00 та 19:00.

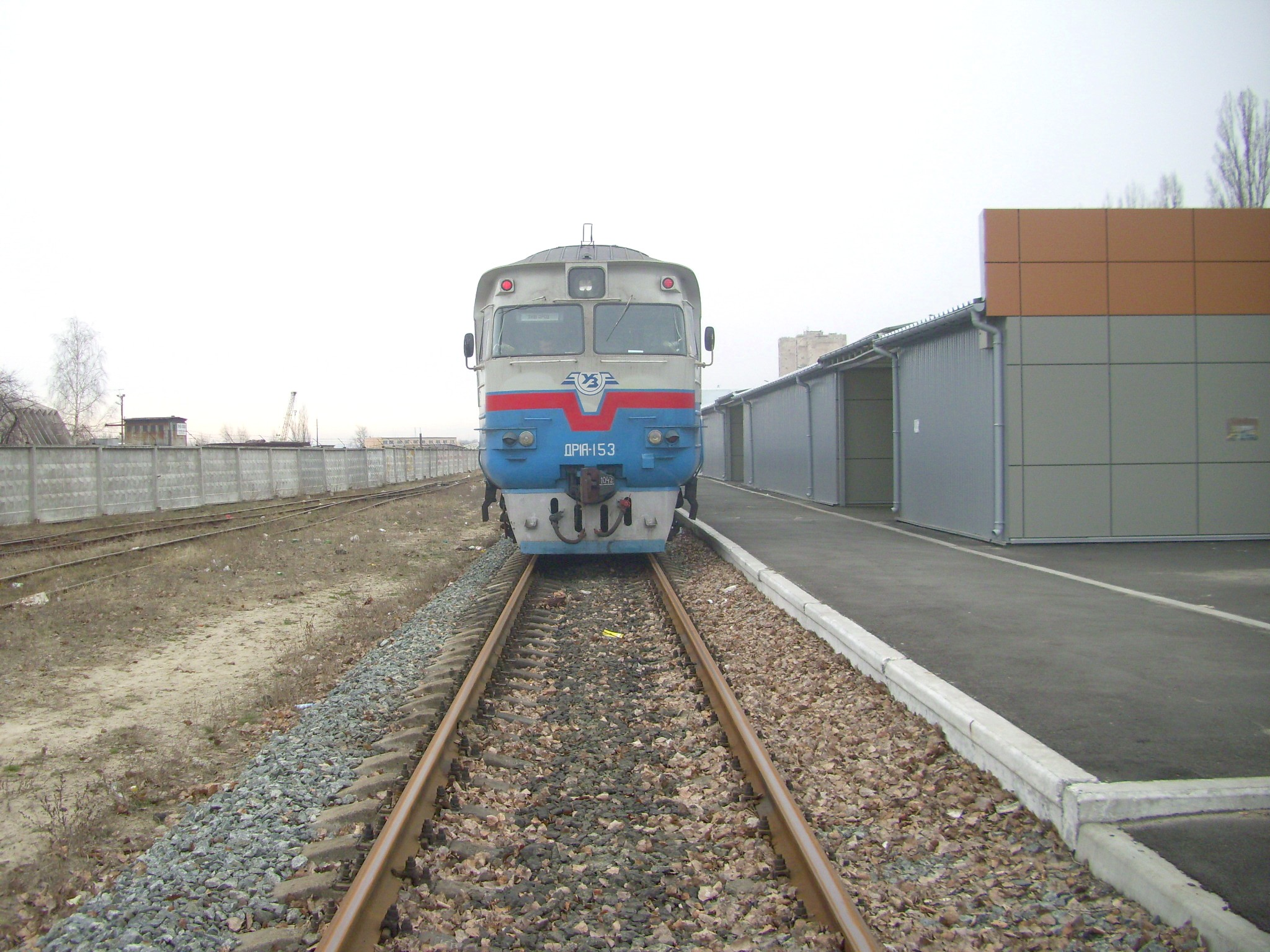
Дизель-поїзд на зупинному пункті Вишгород
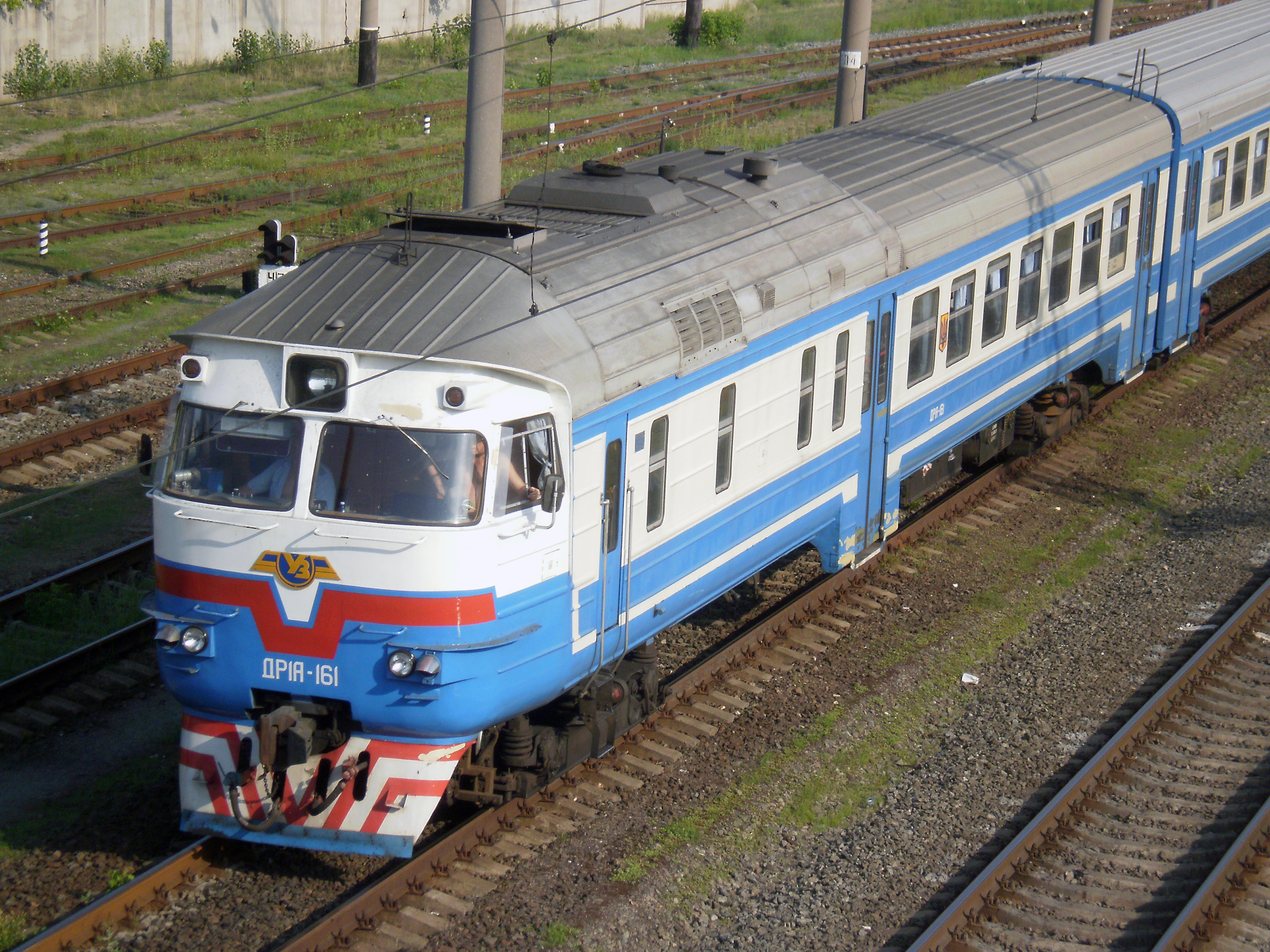
ДР1А-161 сполученням Київ-Петрівка — Вишгород (26 липня 2011)

Через низьку швидкість та тривалий час в дорозі, пасажири переважно більше користувалися альтернативним маршрутом — автобусами, що було за часом вдвічі швидше ніж дизель-поїздом.